# Ducula rubricera
Ducula rubricera е вид птица от семейство Гълъбови (Columbidae). Видът е почти застрашен от изчезване.

## Разпространение
Видът е разпространен в Папуа Нова Гвинея и Соломоновите острови.